# 荒幡亮平
荒幡 亮平（あらはた りょうへい、1986年4月1日 - ）は、日本のキーボーディスト、ピアニスト、作曲家、編曲家、音楽プロデューサー。神奈川県横浜市出身。血液型はO型。Solid Force所属。

## 来歴
3歳からクラシックピアノを始める。高校生の頃バンドを結成し本格的に音楽活動を開始。同時期より様々なアーティストのサポートキーボードを始め、数々のレコーディングなどにも参加。楽曲制作活動もしている。
2007年、横浜エフエム「YOKOHAMA MUSIC AWARD」にてグランプリ獲得。
以後現在に至るまで、数々の音楽番組に出演。オリジナル・アルバムを2枚発表。
数多くのアーティストのライブサポートや、作曲・編曲家、プロデューサーとして活動している。

## ライブサポート
- 雨宮天
- ずっと真夜中でいいのに。
- ReoNa
- halca
- 有安杏果
- 瀬川あやか
- 新谷良子
- 柿原徹也
- 久保ユリカ
- 中島卓偉
- 真野恵里菜
- 藤本美貴
- 宮本佳林
- モーニング娘。
- つばきファクトリー
- 工藤遥
- 新垣里沙
- 保田圭
- 石川梨華
- 吉澤ひとみ
- 小川麻琴
- 熊井友理奈
- 清水佐紀
- 矢島舞美
- 中島早貴
- 鈴木愛理
- 岡井千聖
- PINK CRES.
- Bitter & Sweet
- 松原健之
- 石川智晶
- Kalafina
- BOOOST
- 瀧川ありさ
- つるの剛士
- May'n
- 石崎ひゅーい
- SMAP
- パク・ジョンミン
- sacra
- 別所悠二（Bluem of Youth）
- れみふぁ
- 岡村隆史（岡村バンド）
- 高橋みなみ
- 山本耕史
- 家入レオ
- ぼくのりりっくのぼうよみ
- GILLE
- 野呂佳代
- アルマカミニイト
- 阿部祐也
- えちうら
- N.U.

## 楽曲提供　作曲・編曲・サウンドプロデュース
雨宮天
- 「Paint it, BLUE -overture-」（作曲）
- 「火花」（編曲）
- 「Dear Blue」（編曲）

ReoNa
- 「Scar/let」（編曲）家庭用ゲーム『ソードアート・オンライン アリシゼーション リコリス』オープニングテーマ
- 「ピルグリム -ReoNa ver.-」（編曲）
- 「生きてるだけでえらいよ」（編曲）
- 「ライフ・イズ・ビューティフォー」（編曲）
- 「ANIMA -Naked Style.- 」（編曲）
- 「一番星」（作曲・編曲）
- 「VITA」（編曲）家庭用ゲーム『ソードアート・オンライン Last Recollection』主題歌
- 「さよナラ」（編曲）
- 「不良少女白書」（編曲）
- 「オムライス」（編曲）
- 「私たちの讃歌（ウタ）」（共作曲・共編曲）家庭用ゲームソフト『ソードアート・オンライン フラクチュアード デイドリーム』主題歌

神崎エルザ starring ReoNa
- 「ハレルヤ」（編曲）

藍井エイル
- 「Discord」（作曲・編曲）

楠木ともり
- 「熾火」（編曲）

アネモネリア
- 「巣立ちの歌」（編曲）テレビアニメ『ワンダーエッグ・プライオリティ』オープニングテーマ
- 「anemos」（作曲・編曲）テレビアニメ『ワンダーエッグ・プライオリティ』挿入歌

鈴木このみ
- 「舞い降りてきた雪」（編曲）テレビアニメ『恋とプロデューサー〜EVOL×LOVE〜』エンディングテーマ

つるの剛士
- 「M」（編曲）
- 「初恋」（編曲）

瀬川あやか
- 「アオ」（編曲）
- 「アイビー」（編曲）
- 「DIAMOND」（編曲）
- 「アイデンティティー」（編曲）
- 「Laugh to Laugh」（編曲）
- 「もう一回」（編曲）
- 「アンコール」（編曲）
- 「どんなに…」（編曲）
- 「Have a good day!」（編曲）
- 「やさしさに包まれたなら」（編曲）
- 「明日への手紙」（編曲）
- 「全力少年」（編曲）
- 「ファイト！」（編曲）
- 「何度でも」（編曲）
- 「手紙〜拝啓 十五の君へ〜」（編曲）
- 「それを愛と呼ぶなら」（編曲）
- 「遠く遠く」（編曲）

中島卓偉
- 「悲しい色やね」（編曲）
- 「Another Orion」（編曲）
- 「想いあふれて」（編曲）
- 「空に太陽がある限り」（編曲）
- 「GLORIA」（編曲）
- 「Swallowtail Butterfly 〜あいのうた〜」（編曲）

柿原徹也
- 「AM#DRIVE」（作曲・編曲）
- 「Good time」（作曲・編曲）
- 「ジェラシーメイカー」（作曲・編曲）
- 「Don't Doubt!」（作曲・編曲）
- 「道」（作曲・編曲）
- 「Love Letter」（作曲・編曲）

いとうかなこ
- 「FM-KCZ」（編曲）PS4・PS3・PS Vitaゲーム『OCCULTIC;NINE』エンディングテーマ
- 「アマデウス」（編曲）PS4・PS3・PS Vitaゲーム『STEINS;GATE 0』オープニングテーマ
- 「非実在青少年」（編曲）Xbox Oneゲーム『CHAOS;CHILD』オープニングテーマ

Rhodanthe*
- 「にじいろアンダンテ」（編曲）

鈴木愛理
- 「見る目ないなぁ」（編曲）

宮本佳林
- 「自分ファースト」（編曲）
- 「ポラリス・コンパス」（編曲）

小片リサ
- 「真夜中のドア〜stay with me」（編曲）
- 「たそがれマイ・ラブ」（編曲）
- 「いのちの歌」（編曲）
- 「ふわり、恋時計」（編曲）

矢島舞美
- 「愛をみせてくれませんか」（編曲）
- 「泣きたくないのに」（編曲）

中島早貴
- 「私に帰れる町」（編曲）

工藤遥
- 「そう言ってくれたでしょ?」（編曲）

小田さくら（モーニング娘。）
- 「逢いたくていま」（編曲）

Juice=Juice
- 「四の五の言わず颯(さっ)と別れてあげた」（編曲）

高木紗友希（当時Juice=Juice）
- 「逢いたくていま」（編曲）

つばきファクトリー
- 「アタシリズム」（編曲）

浅倉樹々（当時つばきファクトリー）
- 「You're My Friend feat.KIKI」（編曲）

上々軍団
- 「家族」（編曲）
- 「号泣」（編曲）

城南海
- 「いい日旅立ち」（編曲）
- 「サイレント・イヴ」（編曲）

れみふぁ
- 「TRIGGER」（編曲）
- 「ちきゅうぎのせかい」（編曲）

GILLE
- 「Shake it!! feat.ゴスペラーズ」（作曲・編曲）
- 「Invitation」（共作曲）
- 「らしく」（共作曲）
- 「Stay」（共作曲）
- 「Catch Me If You Can」（共作曲）
- 「Night and Day」（共作曲・共編曲）
- 「きっと」（作曲・編曲）西都市教育委員会　明日への応援ソング
- 「Beautiful」（共作曲）マカオ観光局プロモーションイメージソング
- 「忘れないよ」（編曲）
- 「恋におちて feat. 小林明子」（編曲）
- 「ロックンロール・ウィドウ」（編曲）
- 「恋人よ」（編曲）
- 「駅」（編曲）
- 「I Love you, SAYONARA」（編曲）

川嶋あい
- 「HERO」（編曲）

sacra
- 「結局 究極 そばにいる」（編曲）
- 「蜜月のセプテンバー」（編曲）
- 「オリオン座」（編曲）

渡香奈
- 「星屑の涙」（編曲）

阿部祐也
- 「七色のアーチ」（編曲）
- 「明日また会えたなら」（編曲）
- 「さいごの願い」（編曲）

ZILcoNIA
- 「I'll remember」（編曲）

Fleur*
- 「月恋リグレット」（作曲・編曲）
- 「Player」（作曲・編曲）
- 「カキーン☆THEフューチャー」（作曲・編曲）
- 「あぶくのマーメイド」（作曲・編曲）
- 「わっしょいPartyNight!!」（作曲・編曲）

### アニメソング
- きんいろモザイク
  - 「あきいろスターマイン」（編曲）
- ハロー!!きんいろモザイク
  - 「こがねいろハーベストムーン」（編曲）
- 彼女がフラグをおられたら
  - 「ファンタスティックQ&A」（編曲）
- 空戦魔導士候補生の教官
  - 「類い稀なる我が美貌」リコ（CV：野水伊織）（編曲）

## レコーディング参加
- ReoNa/神崎エルザ starring ReoNa
- 雨宮天
- WEST.
- Kis-My-Ft2
- 二宮和也
- ももいろクローバーZ
- つばきファクトリー
- BEYOOOOONDS
- 中島卓偉
- 鈴木愛理
- 矢島舞美
- 中島早貴
- 新谷良子
- 斉藤朱夏
- 高槻かなこ
- 内田真礼
- 富士葵
- 柿原徹也
- 鈴村健一
- つるの剛士
- 三浦祐太朗
- 山崎エリイ
- こゑだ
- 上々軍団
- 瀬川あやか
- いとうかなこ
- 川嶋あい
- GILLE
- ナノ
- Trident
- 石井里佳
- sacra
- 阿部祐也
- えちうら
- Dear Loving
- ZILcoNIA
- アシガルユース
- N.U.

## 映像出演
- TV
  - フジテレビ「SMAP×SMAP」「FNS歌謡祭」「ミュージックフェア」
  - フジテレビNEXT「西川貴教の僕らの音楽」
  - TBS「音楽の日」「ライブB♪」
  - テレビ東京「プレミアMelodiX!」
  - BS朝日「My Anniversary SONG〜HEISEI SOUND ARCHIVE〜」